# Black Army – Stockholm
Black Army – Stockholm är den största supporterklubben inom Allmänna Idrottsklubben (AIK). I december 2017 bestod föreningen av cirka 600 medlemmar. Black Army etablerades 1981, då under namnet AIK – Black Army. Sedan 1987 går föreningen under namnet Black Army – Stockholm och leds av en styrelse som väljs på årsmöte. Black Army är en fristående, ideell och opolitisk förening.
Black Army anordnar resor till AIK:s bortamatcher, tar fram souvenirer och ger ut medlemstidningen Gnagaren.

## Historia

### 1981: AIK – Black Army bildas
1981 bildades “AIK – Black Army”, men redan på 1970-talet fanns det en klack på AIK:s matcher, som på ett eller annat sätt såg till att synas lite utöver den övriga publiken. När det började bli lite väl stökigt runt AIK:s matcher beslöt klubben att försöka få kontakt med “klackfolket” och komma tillrätta med ofta förekommande problem. En av dem som var aktiv i klacken var Jonas Almqvist. Han kallades till ett möte med Stockholmsalliansen, en allians där AIK, Hammarby och Djurgården försökte få bukt på gemensamma problem. Efter några möten där åsikterna var många men förslagen på åtgärder inte alltid var imponerande, tog Almqvist kontakt med annat känt klackfolk: Gösta Mölleby, Jan Schenström och Roger Nilsson, för att lägga grunden till vad som skulle bli Sveriges största och mest omskrivna fristående supporterförening. Efter ett konstituerande möte på Stadiongården, Råsunda, var så föreningen ett faktum.

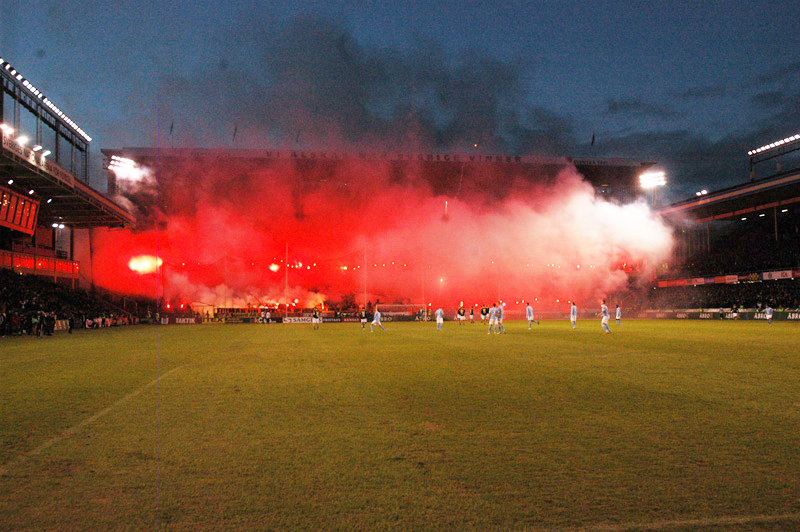
Norra stå - AIK - Råsunda

Efter en tävling valdes AIK – Black Army som namn. Som förening skulle man organisera resor, producera souvenirer, ge ut en medlemstidning och i största allmänhet organisera det som från början “bara” var en samling AIK:are. För AIK var föreningen en möjlighet att få bättre kontakt med klacken. Den första organiserade bortaresan skedde dock långt innan föreningen grundades. 1977 reste ett inte alltför trevligt sällskap till Gävle för en hockeymatch mot Brynäs. Bråk och tidningsrubriker var vad den resan utmynnade i. Därefter uppstod dubbla bortaresearrangemang, där AIK ock Black Army ordnade separata resor.

### 1987: Black Army – Stockholm
Föreningen AIK – Black Army, som bildades 1981, höll 1985 ett årsmöte till vilket det lämnats in en motion om föreningens upplösande. Ett sextiotal medlemmar var närvarande och motionen bifölls. Den sittande styrelsens motivering till varför de ansåg att föreningen skulle läggas ner var bristande intresse från medlemmarna att vara med och arbeta. Redan efter mötets slut inleddes planering av en ny förening.

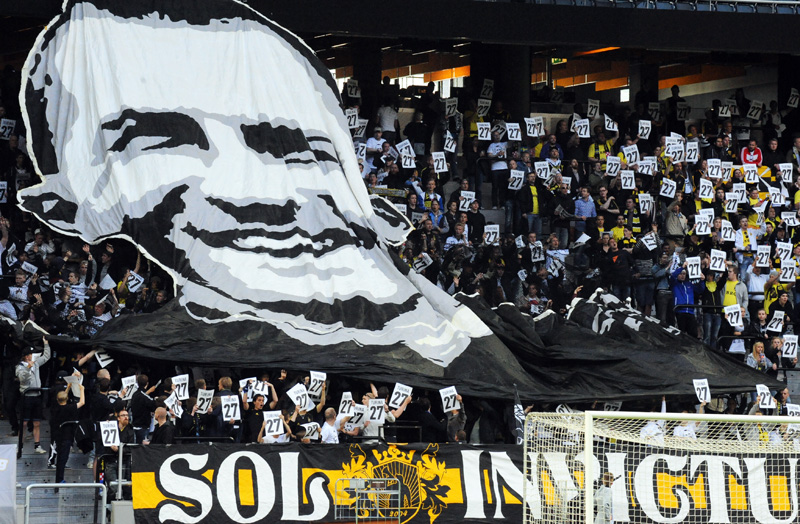
Hyllning till Ivan Turina, 13 maj 2013

Den 15 februari 1987 kallades det till konstituerande årsmöte i Stationsgårdens lokaler, men mötet fick flyttas till en pub som snabbt blev mer än fullsatt. Bland några olika förslag valdes namnet Black Army – Stockholm och till förste ordförande utsågs enhälligt Lasse Håkansson.
Under våren kom första numret av Gnagaren ut. AIK och föreningens styrelse hade vid starten över huvud taget helt olika uppfattningar om hur föreningsarbetet skulle bedrivas och en del kontroverser uppkom. Graden av verksamhet under de nästkommande åren gick upp och ner, beroende på vilka som satt i styrelsen. Under åren 1991–1992 steg medlemsantalet brant till 3 500. I samband med det kom föreningen i det ekonomiska läge att den kunde skaffa sig en egen lokal att sammanträda och förvara souvenirer i.

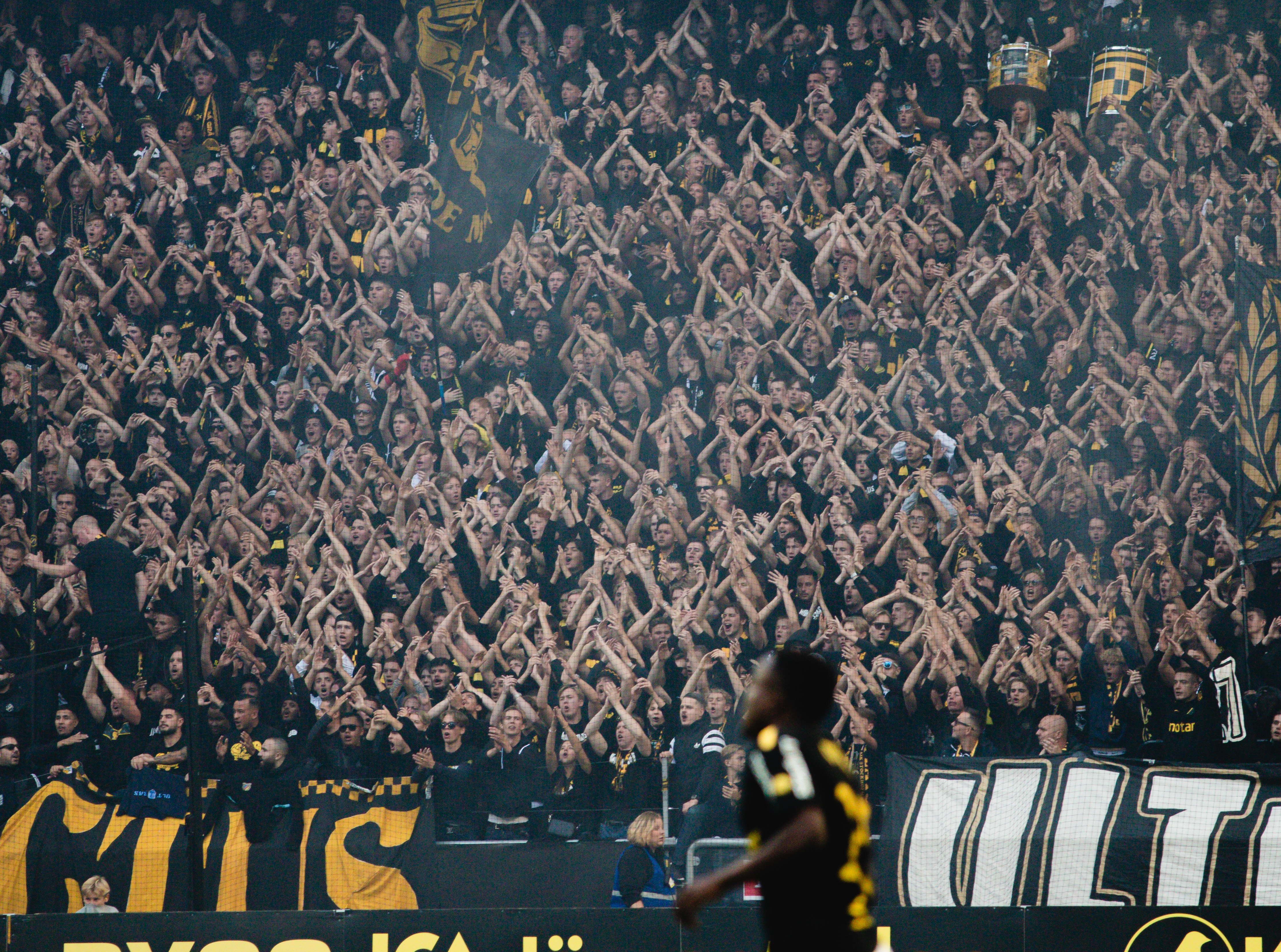
Norra Stå under ett derby mot Djurgårdens IF, 2023

I det dagliga föreningsarbetet ingår anordnande av supporterresor till AIK:s bortamatcher, framtagande av föreningens egna souvenirer, kontakt med massmedia, arrangemang runt AIK:s hemmamatcher, samt aktiviteter för föreningens medlemmar.

## Huliganism
Under 1980-talet förknippades föreningen huvudsakligen med huliganism och var ofta omskriven på löpsedlarna. Men i slutet av 1980-talet bröt sig en del i föreningen loss för att bilda Firman Boys, som istället blev den huvudsakliga huliganföreningen.
Trots detta har oroligheter och våldsamheter fortfarande levt kvar inom Black Army. Den 29 september 1992 skulle AIK möta danska AGF Aarhus i Cupvinnarcupen. Hundratals AIK-supportrar från Black Army reste med buss från Stockholm och vid ett stopp utanför Norrköping anlades en brand i ett församlingshem. Man slet även loss vägmärken och kastade stenar och glasflaskor på en förbipasserande brevbärare. Händelserna fick stor publicitet i massmedia och AIK:s huvudsponsor hoppade av samarbetet med klubben. Tre AIK-supportrar dömdes senare till fängelse för mordbrand.

## Råsunda FC
I november 2005 började Black Army-medlemmen Joakim Hall fundera på att grunda sitt eget fotbollslag. Via Black Armys och AIK:s kanaler kallade han alla intresserade till Black Armys dåvarande lokal under Frösundaleden för ett möte. Ett flertal unga spelare dök upp och var intresserade av projektet. Eftersom detta var i november och saker och ting drog ut på tiden blev det för sent att gå in i det vanliga seriesystemet.

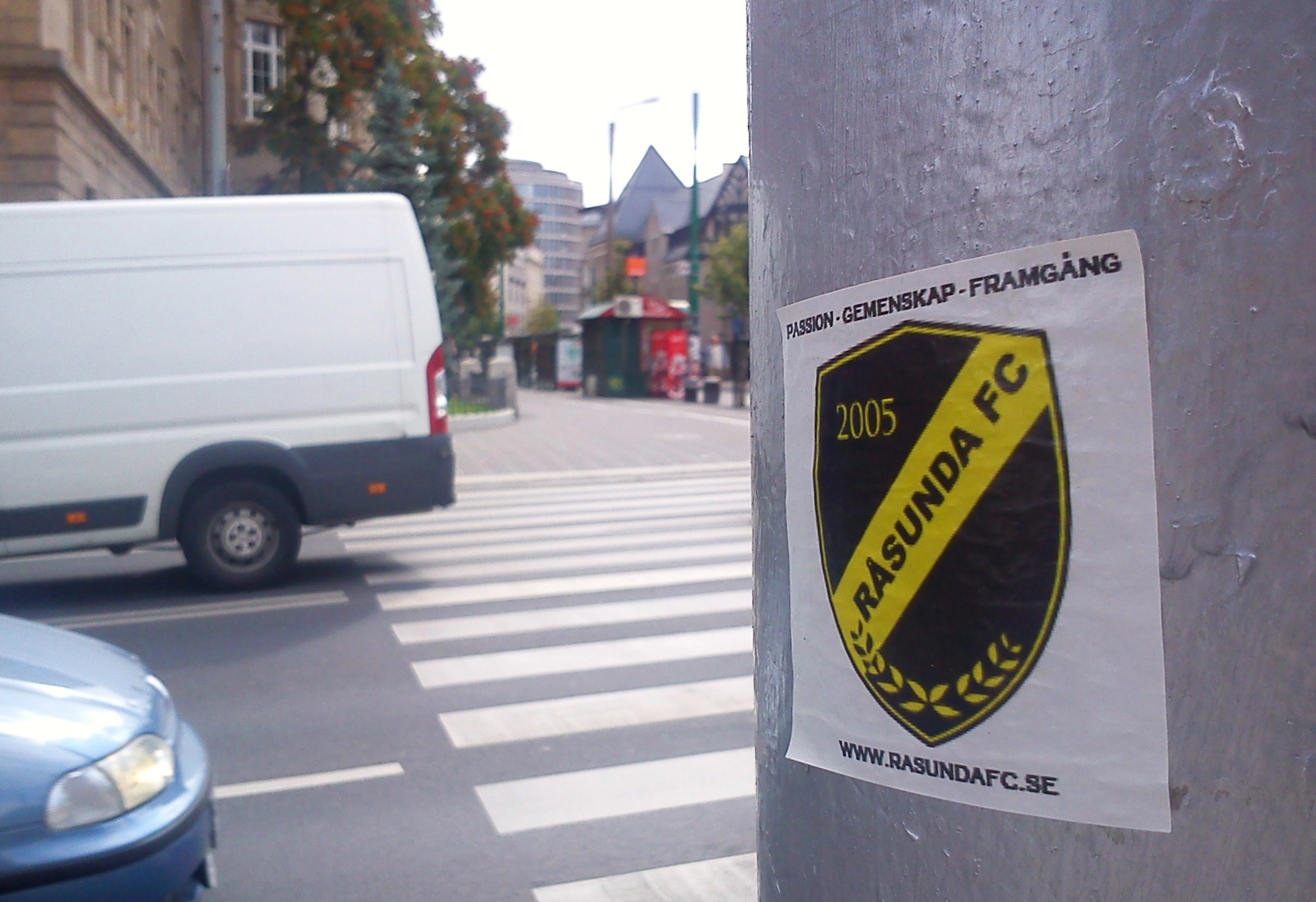
En Råsunda FC klibba i Poznan, Polen

Namnet var ingen tvekan om, FC Black Army skulle man heta. Klubben bildades officiellt vintern 2005 och spelade i Korpen, på en grusplan i Hjulsta. Våren 2007 bildades en styrelse och stadgar kopierades, då det var ett krav för att gå med i det svenska seriesystemet. Klubben hade dock ett problem, man tyckte att namnet FC Black Army klingade dåligt, mestadels för att supporterföreningen hade dåligt rykte. Efter många om och men kom Joakim Hall på ett nytt namn, Råsunda FC. Man ville skapa en stark AIK-koppling inom klubben, så man valde att ha ett svartgult klubbmärke.
Under 2006 ägde en av de mest minnesvärda matcherna rum. Råsunda FC skulle debutera i division 8 efter sina mediokra år i Korpen och man skulle möta AIK:s damer i en vänskapsmatch, ett AIK som samma vår var klart för allsvenskan. Råsunda FC gick in med tankesättet att ”hålla siffrorna nere”. Men trots det blev fysiken avgörande och Råsunda FC vann matchen med klara 6–0.
Genom åren har klubben försökt locka före detta AIK-spelare till föreningen, men det har visat sig vara svårt. Närmast är AIK:s dåvarande assisterande tränare Patric Jildefalk som spelade en träningsmatch, samt att den dåvarande fystränaren Johan Svensson gjorde en träning säsongen 2017. Mer än så har det inte blivit.

## Ordförande i Black Army genom tiderna

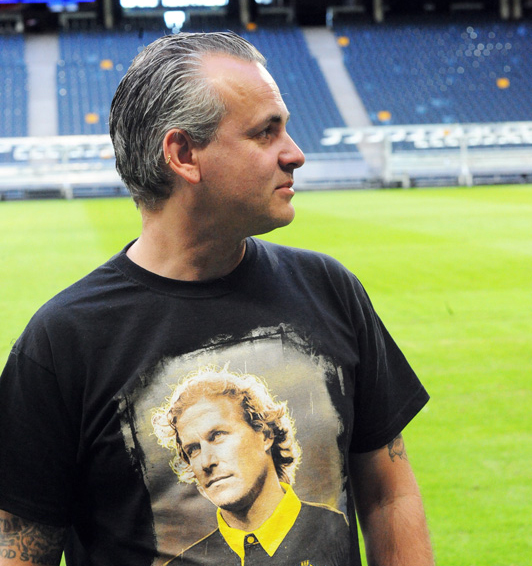
Johan Segui var ordförande för Black Army 1990–1992

- Gösta Mölleby, 1981–1983
- Odd Berglund, 1984
- Mats Lideborg, 1985
- Föreningen nedlagd 1986
- Lars Håkanson, 1987–1988
- Jonas Galotta, 1989
- Johan Segui, 1990–1992
- Patrik Karlsson, 1993
- Bobo Sörensen, 1994
- Tommy Bäckman, 1995–1996
- Mia Petterson, 1997–1999
- Jimmy Wallingstam, 2000–2002
- Sebastian Gunnarson, 2003–2004
- Michael Nordstrand, 2005
- Valle Elivuori, 2006–2008
- Victor Capel, 2009
- Daniel Wilhelmsson, 2010–2013
- Jonas Hedlöf, 2013
- Victor Capel, 2014–2015
- Petter Lindahl, 2015-2018
- Viktor Engquist, 2018–2019
- Eugen Alling, 2020–2023
- Milla Leinefelt 2023-2024
- Leo Callandor-Nordlund 2025-